# Webb & Co.
Die V. P. Webb & Co. Ltd. war ein britischer Automobilhersteller, der zwischen 1922 und 1923 in Stourport-on-Severn ansässig war. Dort wurde ein Leichtautomobil hergestellt.
Der 8.9 hp war das einzige Modell und sah wie ein verkleinerter Lancia Lambda aus. Er wurde von einem wassergekühlten Vierzylinder-Reihenmotor mit 1,1 l Hubraum angetrieben. Der Radstand betrug 2591 mm.
Da der Wagen weder besonders preisgünstig war noch technische oder stilistische Besonderheiten bot, war er bald wieder vom Markt verschwunden.

## Modelle
| Modell | Bauzeitraum | Zylinder | Hubraum  | Radstand |
| ------ | ----------- | -------- | -------- | -------- |
| 8,9 hp | 1922–1923   | 4 Reihe  | 1174 cm³ | 2591 mm  |